# Tvrz v Podolí (Praha)
Tvrz v Podolí v Praze je zaniklé panské sídlo, jehož lokace není známá.

## Historie
Ves Podolí (Podol) jižně pod Vyšehradem se poprvé připomíná ve falzu z roku 1222. Vyšehradská kapitula zde měla zděný dvůr a zřejmě ve 14. století zde vystavěla věž.
V 15. století mělo ves v držení Nové Město pražské, které kolem roku 1483 své zdejší statky rozprodalo pražským měšťanům. Dům s věží měl u řeky zahradu a byl v majetku Anny Valové. Od ní věž roku 1509 koupil její syn Petr z Podola.
Později zabral ves Podol Ferdinand I. a připojil ji k Vršovicím.